# Lidija Pletl
Lidija Pletl (Sombor, 19. septembar 1955) srpska je glumica.
Završila je klasičnu gimnaziju i diplomirala glumu 1978. godine na Fakultetu dramskih umetnosti u Beogradu u klasi profesora  Minje Dedića. Članica Narodnog pozorišta od 1988. godine.
Prvu pozorišnu ulogu (Liza Dulitl) ostvarila u komadu Bernarda Šoa „Pigmalion“ u režiji Steve Žigona na sceni Narodnog pozorišta u Somboru.
Tokom svoje karijere igrala je u dvadesetak filmova i serija, najčešće sporedne uloge. Glavne uloge ostvarila je u filmovima Suncokreti, Čavka, Uroš Blesavi, Tri karte za Holivud i Pad u raj. Glumica je Narodnog pozorišta u Beogradu.

## Uloge
Filmovi
- Vreme, vode (1980)
- Dvije polovine srca (1982)
- Idi mi dođi mi (Lude godine V deo) (1983)
- Mahovina na asfaltu (1983)
- Groznica ljubavi (1984)
- Varljivo leto '68 (1984)
- Brigada neprilagođenih (1987)
- Jednog lepog dana (1988)
- Suncokreti (1988)
- Čavka (1988)
- Uroš blesavi (1989)
- Tri karte za Holivud (1993)
- Pad u raj (2004)

Serije
- Naše priče (1980)
- Varljivo leto ’68 (1984)
- Vruć vetar (1980)
- Odlazak ratnika,povratak maršala (1986)
- Sazvežđe belog duda (1987)
- I to se zove sreća (1987)
- Četrdeset osma - zavera i izdaja (1988)
- Rođaci iz Lazina (1989)
- Gore dole (1995,1996)
- Porodično blago (1998)
- Lift (2004)
- Selo gori, a baba se češlja (2012) 88. epizoda

Televizijska ostvarenja
- Konak (1991)

Predstave
- Buđenje proleća (2002), NP Sombor
- Madam San-Žen, NP Beograd
- Galeb, NP Beograd
- Idiot (2005), NP Beograd
- Zečji nasip (2004-2008), NP Beograd
- Opasne veze (2007,2008), NP Beograd
- San letnje noći projekat Šekspir (2019), NP Beograd

## Spoljašnje veze
- Lidija Pletl на веб-сајту
- Lidija Pletl на веб-сајту  (језик: енглески)
- Lidija Pletl na filmovi.com